# 豆彦線
豆彦線（トゥオンせん）は、朝鮮民主主義人民共和国咸鏡南道端川市にある吾夢里駅から汝海津駅までを結ぶ鉄道路線である。

## 路線データ
- 路線距離：吾夢里 - 汝海津11.9km
- 駅数：3（両端駅を含む）
- 軌間：1435mm
- 電化区間：全線（直流3000V）
- 複線区間：なし

## 駅一覧
- 駅所在地は全線咸鏡南道端川市内。

| 駅名     | 駅名     | 駅名     | 駅間キロ (km) | 累計キロ (km) | 接続路線                         |
| 日本語   | 朝鮮語   | 英語     | 駅間キロ (km) | 累計キロ (km) | 接続路線                         |
| -------- | -------- | -------- | ------------- | ------------- | -------------------------------- |
| 吾夢里駅 | 오몽리역 | Omong-ri | 0.0           | 0.0           | 北朝鮮鉄道省：平羅線             |
| 豆彦駅   | 두언역   | Tuŏn     | 4.2           | 4.2           |                                  |
| 汝海津駅 | 여해진역 | Yŏhaejin | 7.7           | 11.9          | 北朝鮮鉄道省：平羅線・クムゴル線 |

## 参考資料
- 国分隼人（2007年）. 『将軍様の鉄道 北朝鮮鉄道事情』, 新潮社. ISBN 9784103037316